# Tankove, Krasnoperekopsk
Tankove (în ucraineană Танкове) este un sat în comuna Ișun din raionul Krasnoperekopsk, Republica Autonomă Crimeea, Ucraina.

## Demografie
Componența lingvistică a localității Tankove
     Rusă (70,16%)
     Ucraineană (20,54%)
     Alte limbi (0,78%)
Conform recensământului din 2001, majoritatea populației localității Tankove era vorbitoare de rusă (70,16%), existând în minoritate și vorbitori de ucraineană (20,54%).